# Чикина, Наталья Александровна
Наталья Александровна Чикина (род. 1 февраля 1975, Алма-Ата) — советская и казахстанская прыгунья в воду. Участница летних Олимпийских игр 1996 и 2000 годов, бронзовый призёр летних Азиатских игр 1994 года.

## Биография
Наталья Чикина родилась 1 февраля 1975 года в Алма-Ате.
Тренировалась в составе сборной СССР по прыжкам в воду.
В 1994 году завоевала бронзовую медаль на летних Азиатских играх в Хиросиме в прыжках с 10-метровой вышки, уступив Чи Бинь и Ван Жуй из Китая.
В 1995 году в паре с Ириной Выгузовой завоевала бронзовую медаль в синхронных прыжках с 3-метрового трамплина на Кубке мира по прыжкам в воду в Атланте, проиграв Го Цзинцзин и Дэн Лин из Китая и Конни Шмальфус и Клаудии Бокнер из Германии.
В 1996 году вошла в состав сборной Казахстана на летних Олимпийских играх в Атланте. В прыжках с 10-метровой вышки заняла 15-е место, набрав 405,78 балла и уступив 115,8 балла завоевавшей золото Фу Минся из Китая.
В 2000 году вошла в состав сборной Казахстана на летних Олимпийских играх в Сиднее. В прыжках с 10-метровой вышки заняла 9-е место, набрав 478,89 балла и уступив 76,95 балла завоевавшей золото Лоре Уилкинсон из США.
Завоевала три медали Гран-при по прыжкам в воду: в 1996 году золото в синхронных прыжках с 3-метрового трамплина, бронзу в прыжках с 10-метровой вышки, в 2000 году бронзу в прыжках с 10-метровой вышки.
Проживает в США, работает тренером по прыжкам в воду в Ратгерском университете, Нью-Джерси.